# Neue Fürther Hütte
Die Neue Fürther Hütte ist eine Schutzhütte der Sektion Fürth des Deutschen Alpenvereins. Sie liegt auf einer Höhe von 2201 m ü. A. im obersten Hollersbachtal im Land Salzburg in Österreich. Südwestlich unterhalb der Hütte liegt der Kratzenbergsee (2167 m).

## Geschichtliches
Die Schutzhütte wurde von 1928 bis 1929 als Ersatz für die heutige Fürther Hütte (Neubau als Rieserfernerhütte) erbaut und am 15. Juli 1929 eröffnet.

## Aufstieg
- Von Hollersbach im Pinzgau (806 m) durch das Hollersbachtal über den Ofner Boden (1534 m) und das Hangtörl (1888 m), ca. 5 bis 6 Stunden.

## Touren
- Larmkogel (3017 m), ca. 3 Stunden
- Blessachkopf (3050 m), ca.  4 Stunden
- Abretterkopf (2980 m), ca. 3 Stunden
- Kratzenberg (3023 m), ca. 4 Stunden
- Seekopf (2923 m), ca. 4 Stunden
- Rote Saile (2994 m), ca. 4½ Stunden

## Übergang zu anderen Hütten
- Alte Prager Hütte über Sandebentörl, ca. 3½ Stunden
- Neue Thüringer Hütte über Larmkogelscharte, ca. 4 Stunden
- St. Pöltner Hütte über Sandebentörl, ca. 6 bis 7 Stunden

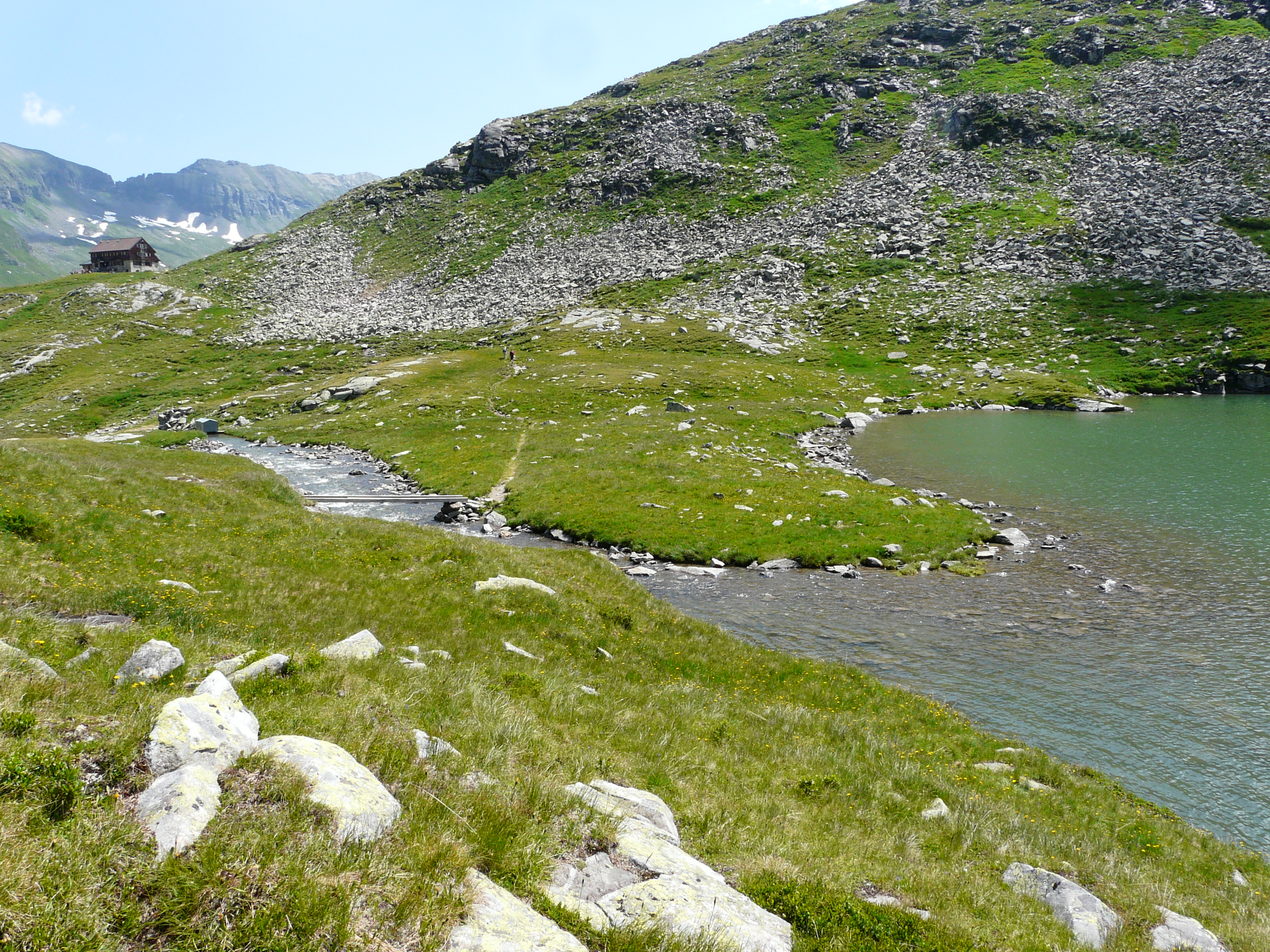
Neue Fürther Hütte vom Kratzenbergsee
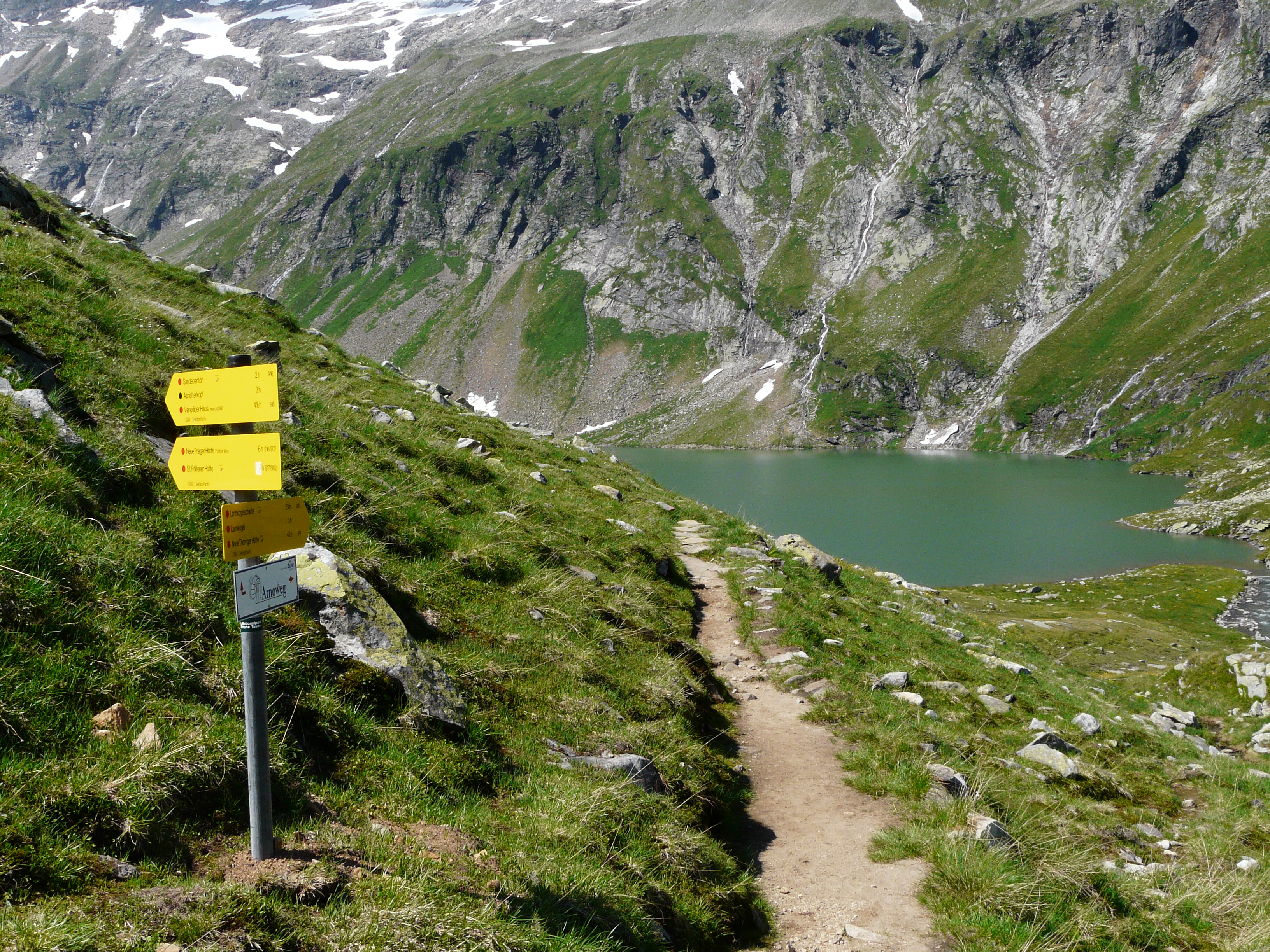
Blick von der Hütte zum Kratzenbergsee
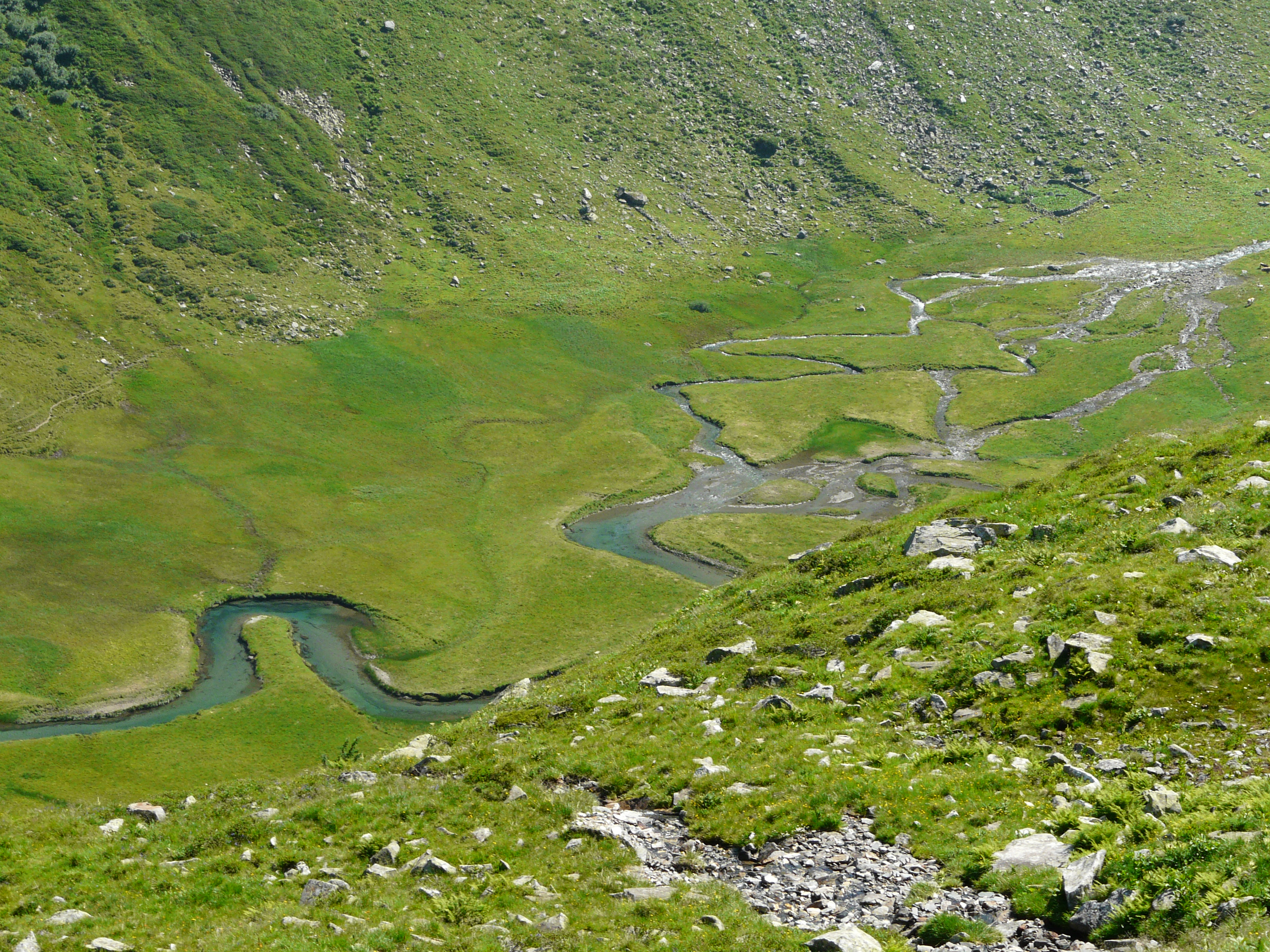
Vorderes Moos unterhalb der Hütte